# Lycosa clarissa
Lycosa clarissa är en spindelart som beskrevs av Roewer 1951. Lycosa clarissa ingår i släktet Lycosa och familjen vargspindlar.
Artens utbredningsområde är Spanien. Inga underarter finns listade i Catalogue of Life.